# Liste der Baudenkmale in Ihlow (Fläming)
In der Liste der Baudenkmale in Ihlow sind alle Baudenkmale der brandenburgischen Gemeinde Ihlow und ihrer Ortsteile aufgelistet. Grundlage ist die Veröffentlichung der Landesdenkmalliste mit dem Stand vom 31. Dezember 2022.

## Baudenkmale in den Ortsteilen
In den Spalten befinden sich folgende Informationen:
- ID-Nr.: Die Nummer wird vom Brandenburgischen Landesamt für Denkmalpflege vergeben. Ein Link hinter der Nummer führt zum Eintrag über das Denkmal in der Denkmaldatenbank. In dieser Spalte kann sich zusätzlich das Wort Wikidata befinden, der entsprechende Link führt zu Angaben zu diesem Denkmal bei Wikidata.
- Lage: die Adresse des Denkmales und die geographischen Koordinaten. Link zu einem Kartenansichtstool, um Koordinaten zu setzen. In der Kartenansicht sind Denkmale ohne Koordinaten mit einem roten beziehungsweise orangen Marker dargestellt und können in der Karte gesetzt werden. Denkmale ohne Bild sind mit einem blauen bzw. roten Marker gekennzeichnet, Denkmale mit Bild mit einem grünen beziehungsweise orangen Marker.
- Bezeichnung: Bezeichnung in den offiziellen Listen des Brandenburgischen Landesamtes für Denkmalpflege. Ein Link hinter der Bezeichnung führt zum Wikipedia-Artikel über das Denkmal.
- Beschreibung: die Beschreibung des Denkmales
- Bild: ein Bild des Denkmales und gegebenenfalls einen Link zu weiteren Fotos des Baudenkmals im Medienarchiv Wikimedia Commons

### Bollensdorf
| ID-Nr.            | Lage   | Bezeichnung | Beschreibung | Bild           |
| ----------------- | ------ | ----------- | --- | -------------- |
| 09105096 Wikidata | (Lage) | Dorfkirche  | Die Fachwerkkirche entstand in den Jahren 1946 bis 1953 und wurde 2018 saniert. Die Kirchenausstattung ist bauzeitlich. | weitere Bilder |

### Ihlow
| ID-Nr.            | Lage              | Bezeichnung | Beschreibung | Bild           |
| ----------------- | ----------------- | ----------- | --- | -------------- |
| 09105082 Wikidata | Dorfstraße (Lage) | Dorfkirche  | Die evangelische Kirche stammt aus der zweiten Hälfte des 13. Jahrhunderts. Das Glockengeschoss mit dem Doppelturm wurde 1879 erneuert. | weitere Bilder |

### Illmersdorf
| ID-Nr.   | Lage                  | Bezeichnung                                      | Beschreibung | Bild                                             |
| -------- | --------------------- | ------------------------------------------------ | --- | ------------------------------------------------ |
| 09105330 | Illmersdorf (Lage)    | Dorfkirche                                       | Die evangelische Kirche stammt aus der Mitte des 13. Jahrhunderts. Die Kirche wurde in der Spätgotik umgebaut. Im Inneren steht ein Kanzelaltar aus dem 17. Jahrhundert.                                           | Dorfkirche                                       |
| 09105335 | Illmersdorf (Lage)    | Kursächsische Postmeilensäule, auf dem Dorfplatz | Die Postmeilensäule ist eine Kursächsische Postmeilensäule. Es ist die Halbmeilensäule 54 aus dem Jahre 1756. Sie stand an der Poststraße (Dresden) – Luckau – Dahme – Jüterbog. Die Säule wurde 2009 restauriert. | Kursächsische Postmeilensäule, auf dem Dorfplatz |
| 09105336 | B 102 (Lage)          | Gedenkstein zur Erinnerung an den 8. Mai 1945    | Der Gedenkstein befindet sich östlich des Ortes, direkt an der B 102. Das Schild mit der Inschrift ist nach 1989 gestohlen worden.                                                                                 | Gedenkstein zur Erinnerung an den 8. Mai 1945    |
| 09105329 | Illmersdorf 2 (Lage)  | Stallgebäude mit Oberlaube                       | Datierung unbekannt. | Stallgebäude mit Oberlaube                       |
| 09105163 | Illmersdorf 15 (Lage) | Wohnhaus                                         | Datierung des Fachwerkhauses unbekannt. | Wohnhaus                                         |
| 09105164 | Illmersdorf 17 (Lage) | Wohnhaus                                         | | Wohnhaus                                         |
| 09105332 | Illmersdorf 21 (Lage) | Backhaus                                         | Das Backhaus liegt offensichtlich auf dem Hofgelände und ist nicht öffentlich einsehbar. Datierung unbekannt. | BW                                               |
| 09105333 | Illmersdorf 23 (Lage) | Stallgebäude mit Oberlaube                       | Datierung unbekannt. | BW                                               |
| 09105334 | Illmersdorf 24 (Lage) | Stallgebäude mit Oberlaube                       | Datierung unbekannt. | Stallgebäude mit Oberlaube                       |

### Mehlsdorf
| ID-Nr.   | Lage               | Bezeichnung   | Beschreibung | Bild           |
| -------- | ------------------ | ------------- | --- | -------------- |
| 09105100 | Mehlsdorf (Lage)   | Dorfkirche    | Die evangelische Kirche stammt im Ursprung aus dem 16. Jahrhundert. Im Jahre 1666 wurde die Kirche umgebaut. Die Ausstattung stammt aus der zweiten Hälfte des 17. Jahrhunderts. In der Kirche befindet sich ein Epitaph für Johann George und Christine Louise von Schlomach. | weitere Bilder |
| 09105110 | (Lage)             | Wolfsstein    | Der Findling erinnert an den Abschuss des letzten Wolfs durch den Förster Werner Schmidt aus Ihlow. Er erschoss das Tier am 24. März 1961. Es ging als Würger von Ihlow in die regionale Literatur ein; das Präparat ist im Stadtmuseum in Jüterbog ausgestellt.               | Wolfsstein     |
| 09105573 | Mehlsdorf 7 (Lage) | Wohnstallhaus | | Wohnstallhaus  |

### Niendorf
| ID-Nr.   | Lage                 | Bezeichnung                 | Beschreibung | Bild           |
| -------- | -------------------- | --------------------------- | --- | -------------- |
| 09105101 | Niendorf (Lage)      | Dorfkirche                  | Die Kirche stammt im Ursprung aus dem 18. Jahrhundert. Im Jahre 1908 wurde die Kirche im neubarocken Stil umgebaut und der Turm angebaut. Im Inneren befindet sich ein Altaraufsatz aus der ersten Hälfte des 18. Jahrhunderts, unter anderen wird das Abendmahl dargestellt. | weitere Bilder |
| 09105926 | Dorfstraße 20 (Lage) | Bockwindmühle (eingelagert) | Die Bockwindmühle ist eingelagert. | BW             |

### Rietdorf
| ID-Nr.                           | Lage               | Bezeichnung                                                                    | Beschreibung | Bild                                                                           |
| -------------------------------- | ------------------ | ------------------------------------------------------------------------------ | --- | ------------------------------------------------------------------------------ |
| 09105103                         | Rietdorf (Lage)    | Dorfkirche                                                                     | Die evangelische Kirche stammt aus der ersten Hälfte des 13. Jahrhunderts. Im Inneren befindet sich eine Hufeisenempore. Der Altaraufsatz stammt aus der ersten Hälfte des 17. Jahrhunderts. | weitere Bilder                                                                 |
| 09105600                         | Rietdorf 18 (Lage) | Gehöft, bestehend aus Wohnhaus, Stallgebäude und straßenseitiger Einfriedung   | | Gehöft, bestehend aus Wohnhaus, Stallgebäude und straßenseitiger Einfriedung   |
| 09106792 Teilobjekt zu: 09105600 | Rietdorf 18 (Lage) | Pfarrhaus                                                                      | | BW                                                                             |
| 09106793 Teilobjekt zu: 09105600 | Rietdorf 18 (Lage) | Stall                                                                          | | BW                                                                             |
| 09105599                         | Rietdorf 36 (Lage) | Gehöft, bestehend aus Wohn- und Torhaus, zwei Stallgebäuden sowie Holzschuppen | | Gehöft, bestehend aus Wohn- und Torhaus, zwei Stallgebäuden sowie Holzschuppen |
| 09106786 Teilobjekt zu: 09105599 | Rietdorf 36 ()     | Stall                                                                          | | ein Bild hochladen                                                             |
| 09106787 Teilobjekt zu: 09105599 | Rietdorf 36 ()     | Stall                                                                          | | ein Bild hochladen                                                             |
| 09106788 Teilobjekt zu: 09105599 | Rietdorf 36 ()     | Scheune                                                                        | | ein Bild hochladen                                                             |
| 09106789 Teilobjekt zu: 09105599 | Rietdorf 36 ()     | Schuppen                                                                       | | ein Bild hochladen                                                             |
| 09106790 Teilobjekt zu: 09105599 | Rietdorf 36 ()     | Wohnhaus                                                                       | | ein Bild hochladen                                                             |
| 09106791 Teilobjekt zu: 09105599 | Rietdorf 36 (Lage) | Torhaus                                                                        | | BW                                                                             |